# Équipe cycliste Giordana Racing
L'équipe cycliste Giordana Racing est une équipe cycliste britannique participant aux circuits continentaux de cyclisme et en particulier l'UCI Europe Tour.

## Classements UCI
L'équipe participe aux circuits continentaux et principalement à des épreuves de l'UCI Europe Tour. Les tableaux ci-dessous présentent les classements de l'équipe sur les différents circuits, ainsi que son meilleur coureur au classement individuel.
UCI Asia Tour
| Saison | Classement par équipes | Meilleur coureur au classement individuel |
| ------ | ---------------------- | ----------------------------------------- |
| 2011   | 26e                    | Jonathan McEvoy (85e)                     |
| 2012   | 49e                    | Rico Rogers (104e)                        |

UCI Europe Tour
| Saison | Classement par équipes | Meilleur coureur au classement individuel |
| ------ | ---------------------- | ----------------------------------------- |
| 2010   | 77e                    | Ian Bibby (355e)                          |
| 2011   | 68e                    | Ian Bibby (234e)                          |
| 2012   | 66e                    | Philip Lavery (321e)                      |
| 2013   | 116e                   | Michael Northey (682e)                    |
| 2014   | 108e                   | Marcin Białobłocki (528e)                 |

UCI Oceania Tour
| Saison | Classement par équipes | Meilleur coureur au classement individuel |
| ------ | ---------------------- | ----------------------------------------- |
| 2013   | 7e                     | Roman van Uden (14e)                      |

## Saisons précédentes

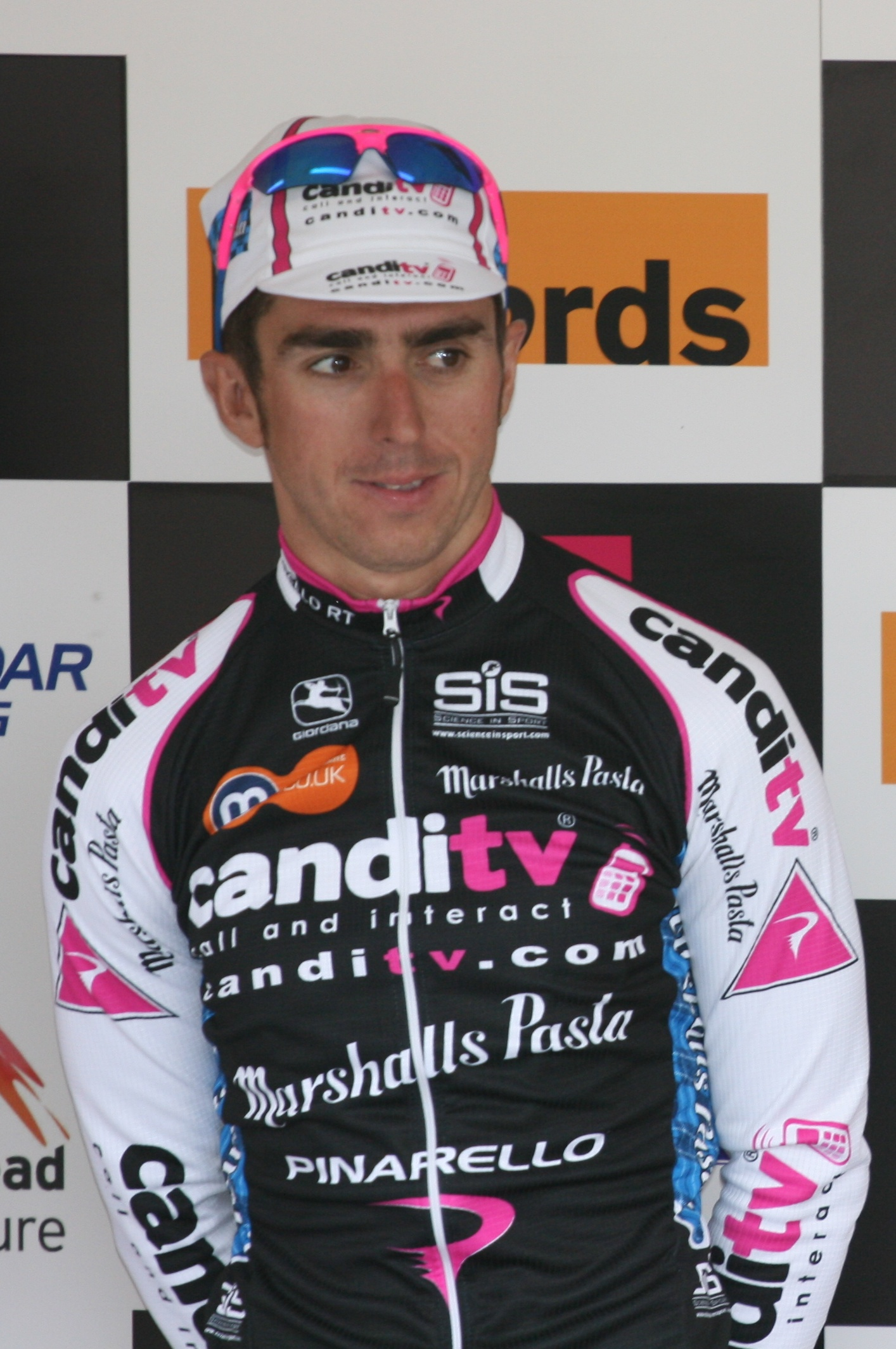
Russell Downing en juin 2009.

## Giordana Racing en 2014

### Effectif
| Cycliste           | Date de naissance | Nationalité | Équipe 2013            |
| ------------------ | ----------------- | ----------- | ---------------------- |
| Marcin Białobłocki | 2 septembre 1983  | Pologne     | UK Youth               |
| Tom Bustard        | 16 juin 1988      | Royaume-Uni |                        |
| Matt Cronshaw      | 20 décembre 1988  | Royaume-Uni | IG-Sigma Sport         |
| Lee Davis          | 18 juin 1970      | Royaume-Uni | Node 4-Giordana Racing |
| Nathan Edmondson   | 3 février 1990    | Royaume-Uni | Node 4-Giordana Racing |
| James Gullen       | 15 octobre 1989   | Royaume-Uni |                        |
| George Harper      | 10 juillet 1992   | Royaume-Uni | IG-Sigma Sport         |
| Richard Hepworth   | 25 février 1987   | Royaume-Uni | Node 4-Giordana Racing |
| Steven Lampier     | 2 mars 1984       | Royaume-Uni | Node 4-Giordana Racing |
| Andrew Magnier     | 6 juillet 1988    | Royaume-Uni | Node 4-Giordana Racing |
| Bradley Morgan     | 17 avril 1991     | Royaume-Uni |                        |
| James Moss         | 11 février 1985   | Royaume-Uni | IG-Sigma Sport         |
| Robert Partridge   | 11 septembre 1985 | Royaume-Uni | UK Youth               |

### Victoires
| Date       | Course                    | Pays    | Classe | Vainqueur          |
| ---------- | ------------------------- | ------- | ------ | ------------------ |
| 22/05/2014 | 5e étape de l'An Post Rás | Irlande | 2.2    | Marcin Białobłocki |